# Борув (Тшебницький повіт)
Борув (пол. Borów) — село в Польщі, у гміні Прусиці Тшебницького повіту Нижньосілезького воєводства.
Населення — 182 особи (2011).
У 1975—1998 роках село належало до Вроцлавського воєводства.

## Демографія
Демографічна структура станом на 31 березня 2011 року:
|          | Загалом | Допрацездатний вік | Працездатний вік | Постпрацездатний вік |
| -------- | ------- | ------------------ | ---------------- | -------------------- |
| Чоловіки | 89      | 23                 | 62               | 4                    |
| Жінки    | 93      | 29                 | 49               | 15                   |
| Разом    | 182     | 52                 | 111              | 19                   |